# الكفيفات
الڭفيفات هي جماعة قروية في إقليم تارودانت بجهة سوس ماسة جنوب المغرب. وهي تضم 811 18 نسمة، حسب الإحصاء العام للسكان والسكنى لسنة 2014. يقع مركز الجماعة على الطريق الإقليمية 1714 الرابطة بين تارودانت وأكادير، ويبعد عن مدينة تارودانت بـ 47 كلم.

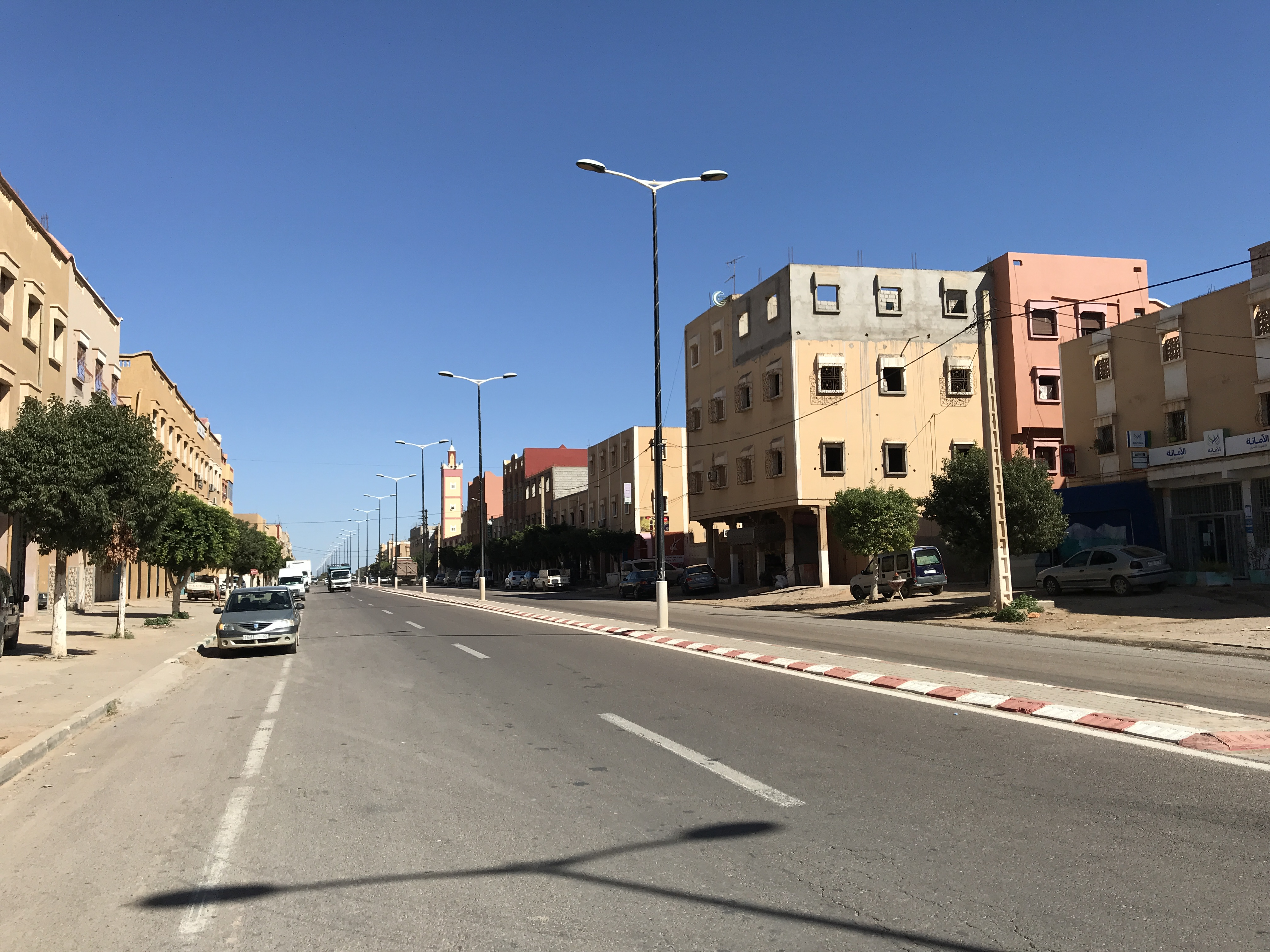
مركز جماعة الڭفيفات

## دواوير الجماعة
- دوار الكراويط
- دوار الزراكفة
- دوار ولاد اكرين
- دوار دلالات
- دوار بليض
- دوار الكبير
- دوار ايت حيدة
- دوار الزاوية
- دوار البرج
- دوار الرويف
- دوار أهل سوس
- دوار وسكران

## التعليم
قائمة المؤسسات التعليمية في جماعة الڭفيفات:
- مجموعة مدارس الزيتون (المركزية: الكرون / الوحدات: الدوار الكبير - أهل سوس - الدوار الجديد)
- مجموعة مدارس المغرب العربي (المركزية: الدلالات / الوحدات: البرج - بلبيض)
- مجموعة مدارس سيدي عياد السوسي (المركزية: الزاوية / الوحدات: أيت الزي - المينات)
- مجموعة مدارس ابن عاشر (المركزية: الكراويط / الوحدات: الزراكفة - أولاد كرين)